# Schloss Langenburg

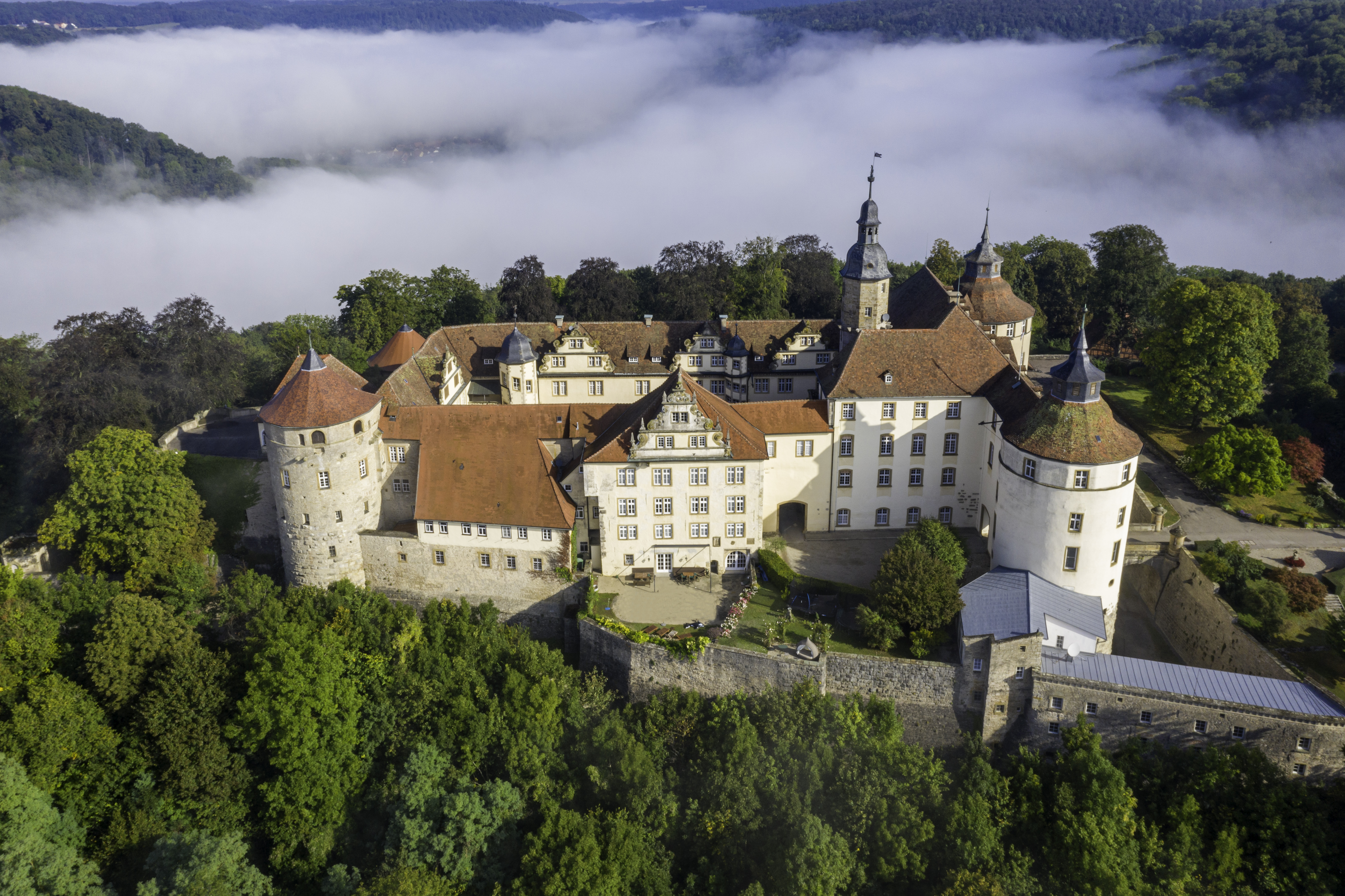
Schloss Langenburg

Das Schloss Langenburg war die Residenz der Familie Hohenlohe-Langenburg, die es heute noch bewohnt. Es liegt in Langenburg im Landkreis Schwäbisch Hall in Baden-Württemberg auf einer Bergzunge hoch über dem Jagsttal.

## Geschichte

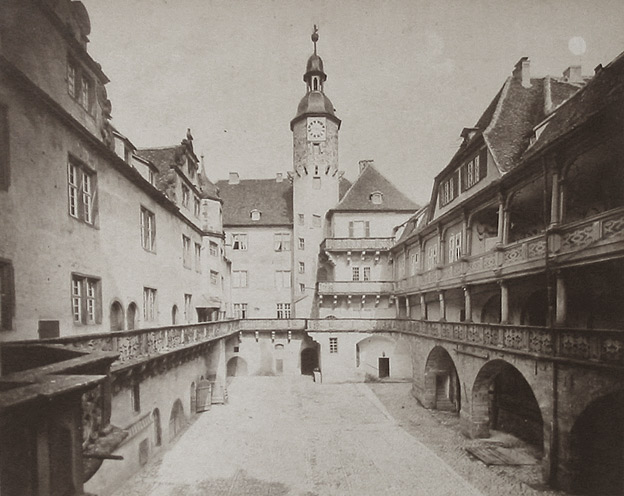
Innenhof des Schlosses vor 1870

Um 1226 wird Langenburg als Langenberg - castrum et oppidum erstmals genannt. Ab 1235 wurde die Burg stattlich und stark umgebaut, die beiden mächtigen runden Türme stammen noch aus dieser Zeit. Im 15. Jahrhundert erfolgte der Umbau der Burg zu einer Festung für Feuergeschütz und zwischen 1610 und 1616 zur fürstlichen Residenz. Diese Umbauten stechen mit ihrem Renaissancestil noch heute besonders hervor, vor allem der Innenhof samt seinen Galerien, Giebeln und Treppentürmen. Als dritte entscheidende Bauperiode kam der Umbau von 1757 bis 1759 in nüchternes Barock, in die auch die Errichtung der beiden Brücken fällt, die über die beiden Halsgräben zum Haupteingang des Schlosses führen. Im 19./20. Jahrhundert blieb die äußere Erscheinung des Schlosses weitgehend unverändert. Im Zweiten Weltkrieg blieb Langenburg im Gegensatz zu umliegenden Ortschaften von Kampfhandlungen verschont. Ab dem Frühjahr 1944 mussten allerdings kriegsbedingt Räume des Schlosses zur Verfügung gestellt werden, und wenige Wochen vor Kriegsende wurde ein Lazarett darin eingerichtet. Bei einem Großbrand im Januar 1963 brannten der Ost- und Nordflügel teilweise aus; sie wurden anschließend wieder aufgebaut.

## Schlosskapelle
Im Zuge des Ausbaues der Burg zur fürstlichen Residenz am Anfang des 17. Jahrhunderts wurde bis 1621 auch die Schlosskapelle dreigeschossig im runden Südostturm eingerichtet. Von der Innenausstattung sind die bemalten Holzemporen, die Holzkanzel und das Gestühl erwähnenswert. Beim großen Schlossbrand 1963 blieb das Innere verschont, nur das Dach des Kapellenturms wurde in Mitleidenschaft gezogen.

## Schlossbrand

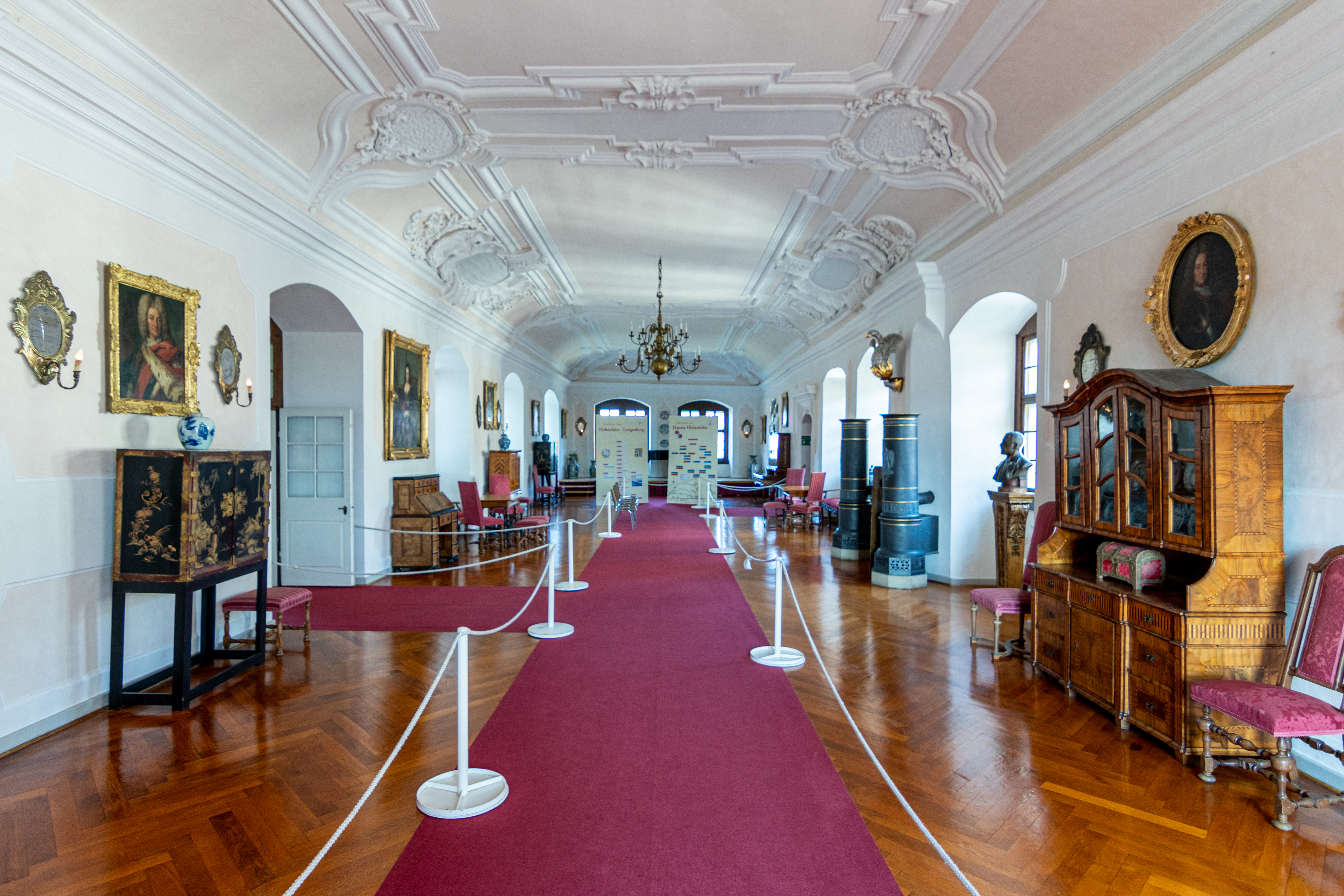
Im Schlossmuseum

In der Nacht vom 23. auf den 24. Januar 1963 löste ein schadhafter Kamin im Ostflügel einen Brand aus. Die Löscharbeiten wurden durch Temperaturen von −20 °C und dichten Nebel behindert, so dass sich das Feuer schnell ausbreiten konnte und verheerende Folgen hatte.
Chronologie der Ereignisse:
- Gegen 1:00 Uhr: Eine Hausgehilfin bemerkt Feuer und Rauch im Vorzimmer des Speisezimmers.
- 1:15 Uhr: In der Decke bricht ein Schwelbrand aus; die Feuerwehren Langenburg und Gerabronn sind alarmiert.
- 1:30 Uhr: Start der Brandbekämpfung, aber kurze Zeit später erfassen die Flammen den kompletten Ostflügel.
- Ca. 2:00 Uhr greift das Feuer auf das benachbarte Dach des Bettenturms über; die Feuerwehr hat Löcher in die zugefrorene Jagst gehackt, aber die Wasserversorgung bleibt katastrophal.
- 2:15 Uhr trifft die Feuerwehr aus Crailsheim ein; fünf Minuten später wird Stuttgart alarmiert.
- 2:45 Uhr: die Feuerwehr Künzelsau unterstützt die Löscharbeiten.
- 2:55 Uhr brennt der Glockenturm; 15 Minuten danach stürzt die Glocke in die Tiefe.
- gegen 3:30 Uhr hat das Feuer zwei Drittel des Nordflügels und einen Teil des Südflügels erfasst.
- 4:00 Uhr: Die Feuerwehr Schwäbisch Hall trifft am Schloss ein.
- 4:35 Uhr: Die Berufsfeuerwehr Stuttgart trifft endlich ein; kurz danach konnten Schlauchleitungen von der Jagst zum Schloss gelegt werden, aber das Wasser friert sofort ein; mit 15 Tankwagen wird Löschwasser im Pendelverkehr herangeschafft.
- 5:00 Uhr: Das Dach des Kapellenturms brennt.
- Um 6:00 Uhr: Erste Erfolge der Löscharbeiten stellen sich ein.
- 6:30 Uhr: Die Flammen sind unter Kontrolle, sie breiten sich nicht weiter aus.
- 8:00 Uhr: Das Feuer ist gelöscht.

Des Weiteren waren die Feuerwehren Schrozberg, Bad Mergentheim, Heilbronn, Blaufelden, Kirchberg/Jagst und Lendsiedel im Einsatz, insgesamt 275 Mann. Der Süd- und Westflügel konnten noch rechtzeitig geschützt werden und überstanden das Inferno nahezu unversehrt, aber der Hauptwohntrakt der Fürstenfamilie zusammen mit all den historisch wertvollen Möbeln und Gemälden wurde während des Brandes zerstört. Der Gesamtschaden wurde auf 6 Millionen DM geschätzt. Der Wiederaufbau des Schlosses wurde im Frühjahr 1963 begonnen und im Sommer 1968 abgeschlossen.

## Schloss Langenburg heute

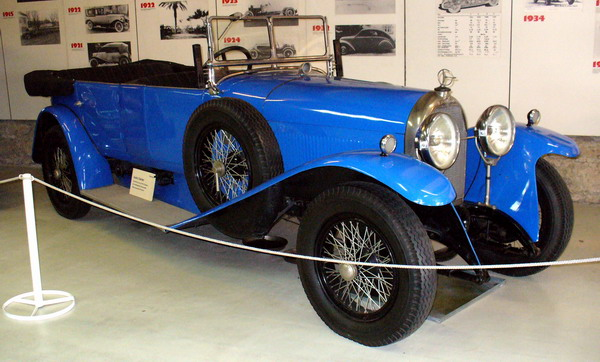
Austro-Daimler im Auto-Museum

Schloss Langenburg ist im Privatbesitz der Familie Hohenlohe-Langenburg und dient ihr als Wohnsitz.
Seit 1960 sind Teile der Anlage als Museum der Öffentlichkeit zugänglich, nämlich der Renaissance-Innenhof, der wegen seiner besonderen Akustik weithin bekannt ist, die Schlosskapelle sowie sieben Räume (Bretterner Gang, Neue Tafelstube, Archivstube, Barocksaal, Königseckzimmer, Feodora-Bibliothek, Lindenstamm-Zimmer). Dieses Schlossmuseum bietet dem Besucher Einblicke in die herrschaftliche Wohn- und Lebenskultur von einst. Ausgestellt sind wertvolle Stilmöbel, Tapisserien, Bilder, Fayencen, Porzellan sowie eine Sammlung von Waffen, Rüstungen und Jagdtrophäen.
Ein Schlosscafé, unterhalb des Schlosses im Rosengarten gelegen, besteht seit 1950.
Im ehemaligen Marstall zwischen Schloss und dem übrigen Städtchen befindet sich das 1969 von Kraft zu Hohenlohe-Langenburg und dem Rennfahrer und Motorjournalisten Richard von Frankenberg erdachte und 1970 eröffnete „Deutsche Automuseum“.
Alljährlich finden im Barocksaal des Schlosses einige Konzerte der Reihe „Hohenloher Kultursommer“ statt.
Jedes Jahr im September werden auf dem Gelände des Schlosses die fürstlichen Gartentage abgehalten, eine Verkaufsausstellung mit Schaugärten und einem großen Angebot von Pflanzenraritäten, Accessoires und Gartenmöbeln. Auf dem Programm stehen auch Gartenkonzerte, Workshops, ein umweltpädagogisches Kinderprogramm, dazu kommt ein breites kulinarisches Angebot.

## Weitere Bilder

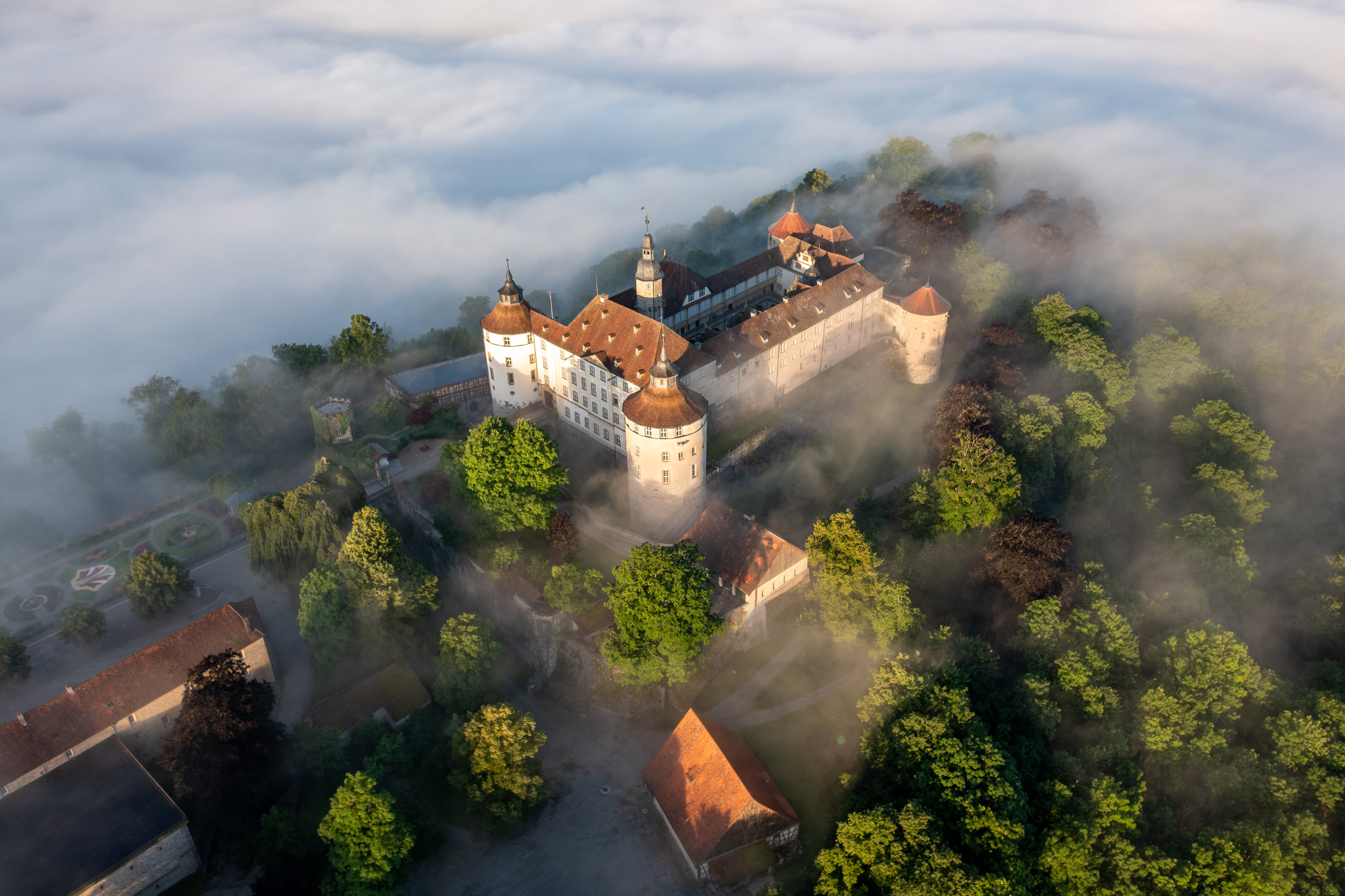
Schloss Langenburg über dem Jagsttal
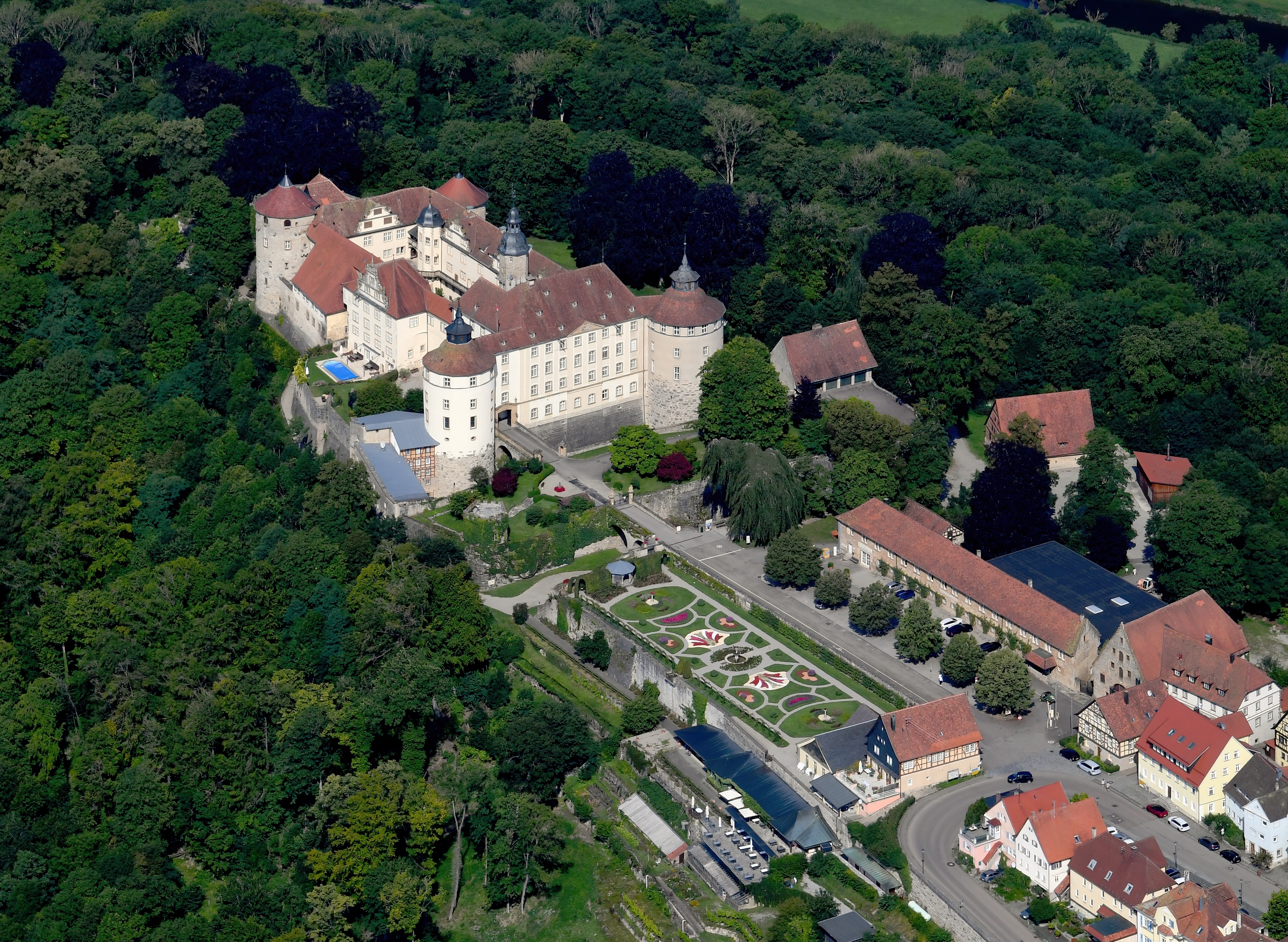
Luftansicht von Schloss und -garten
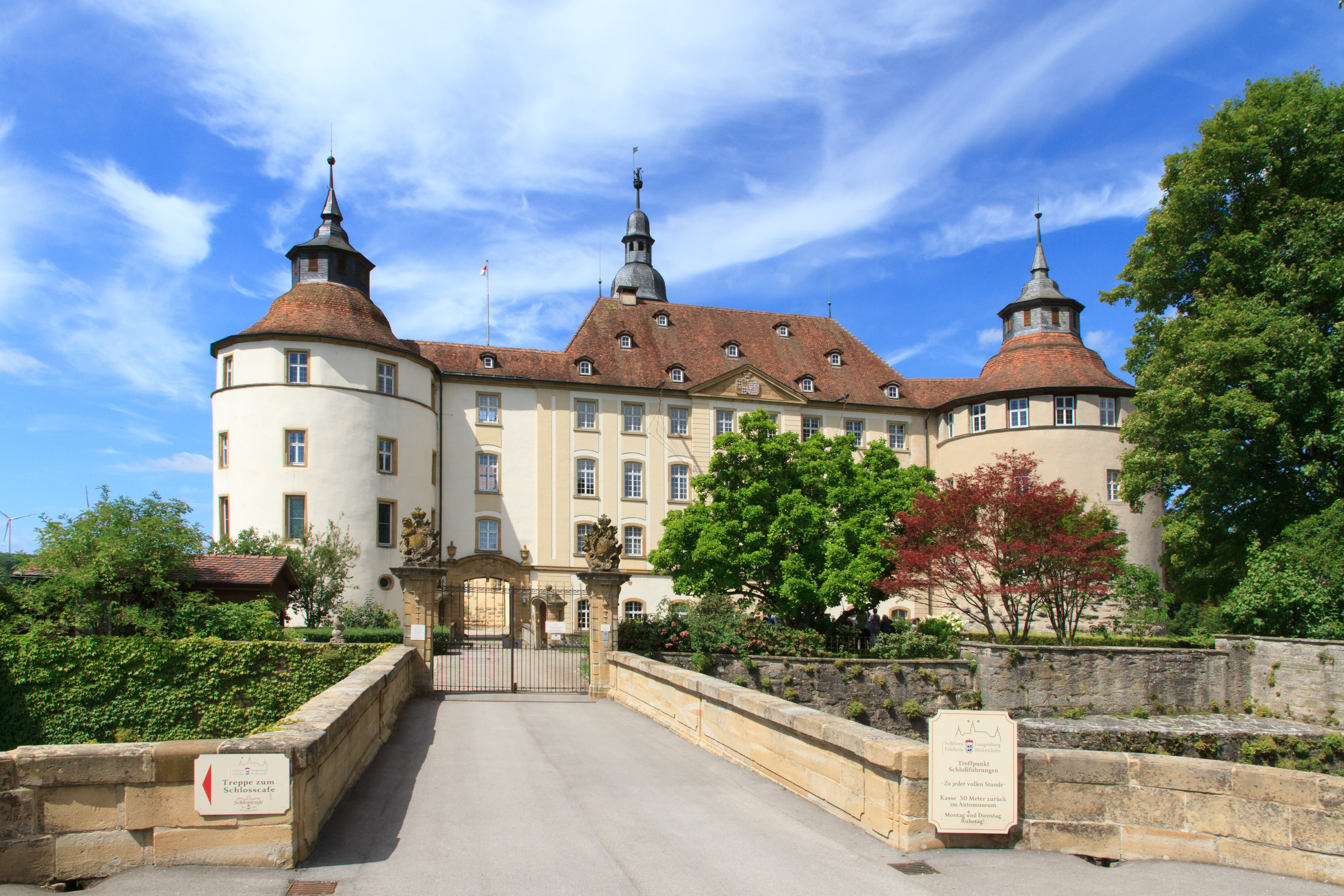
Eingang
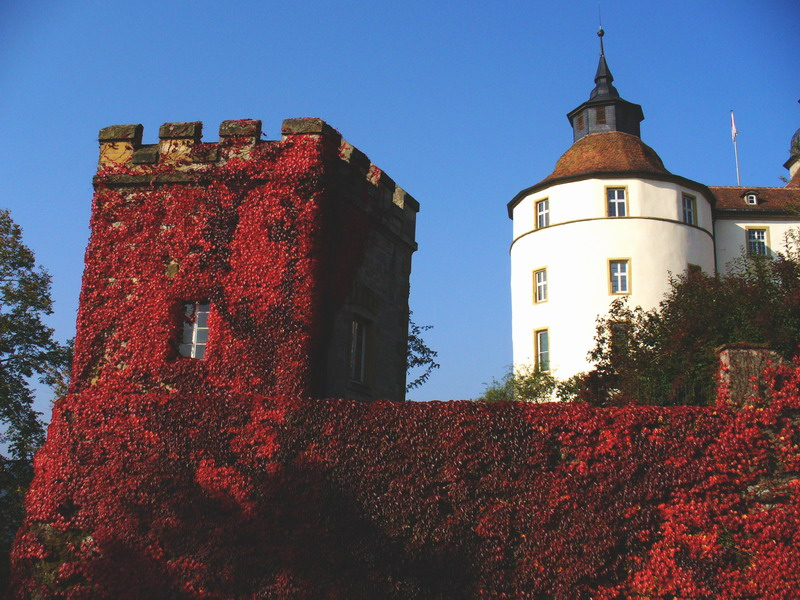
Turm
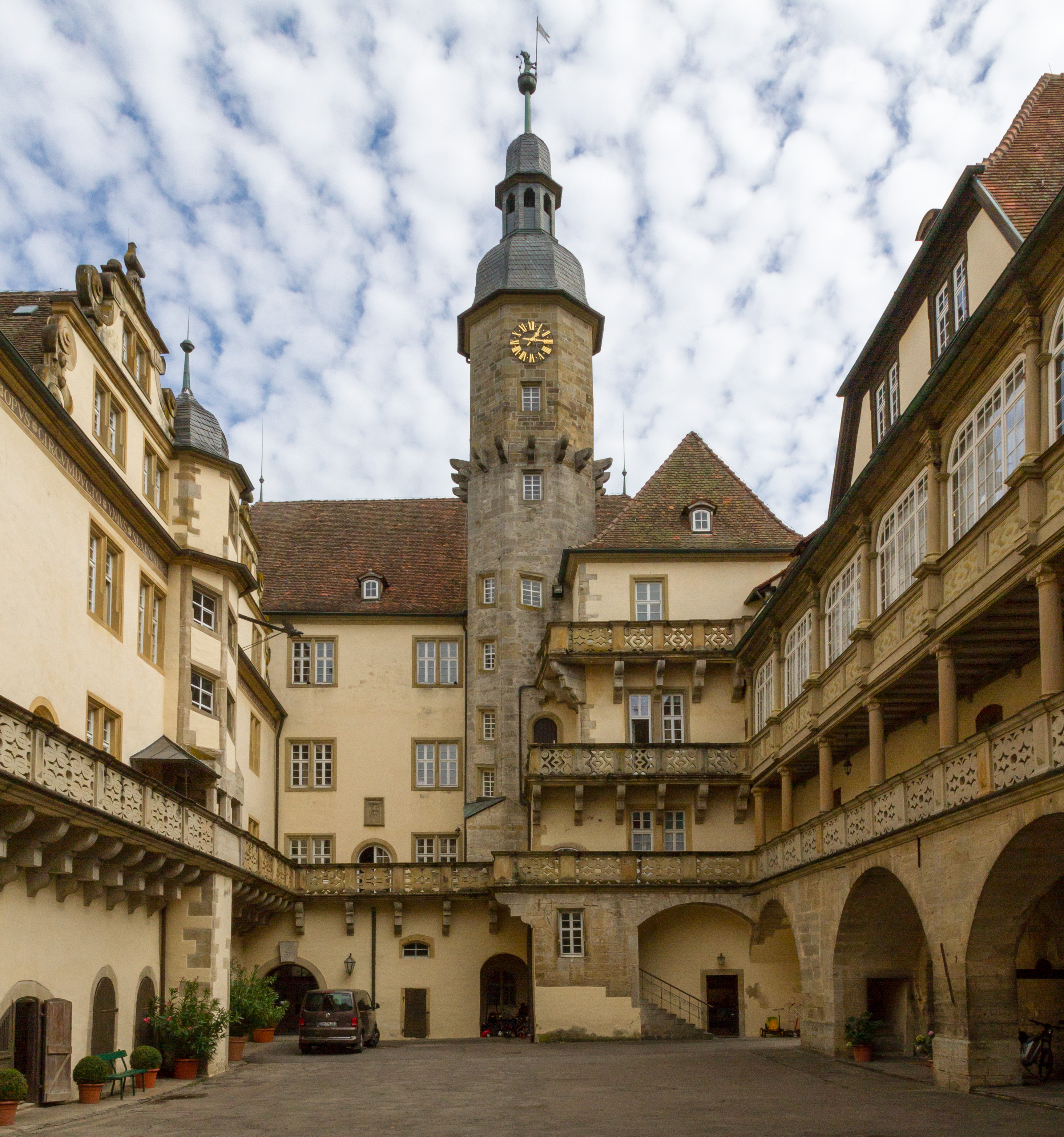
Innenhof
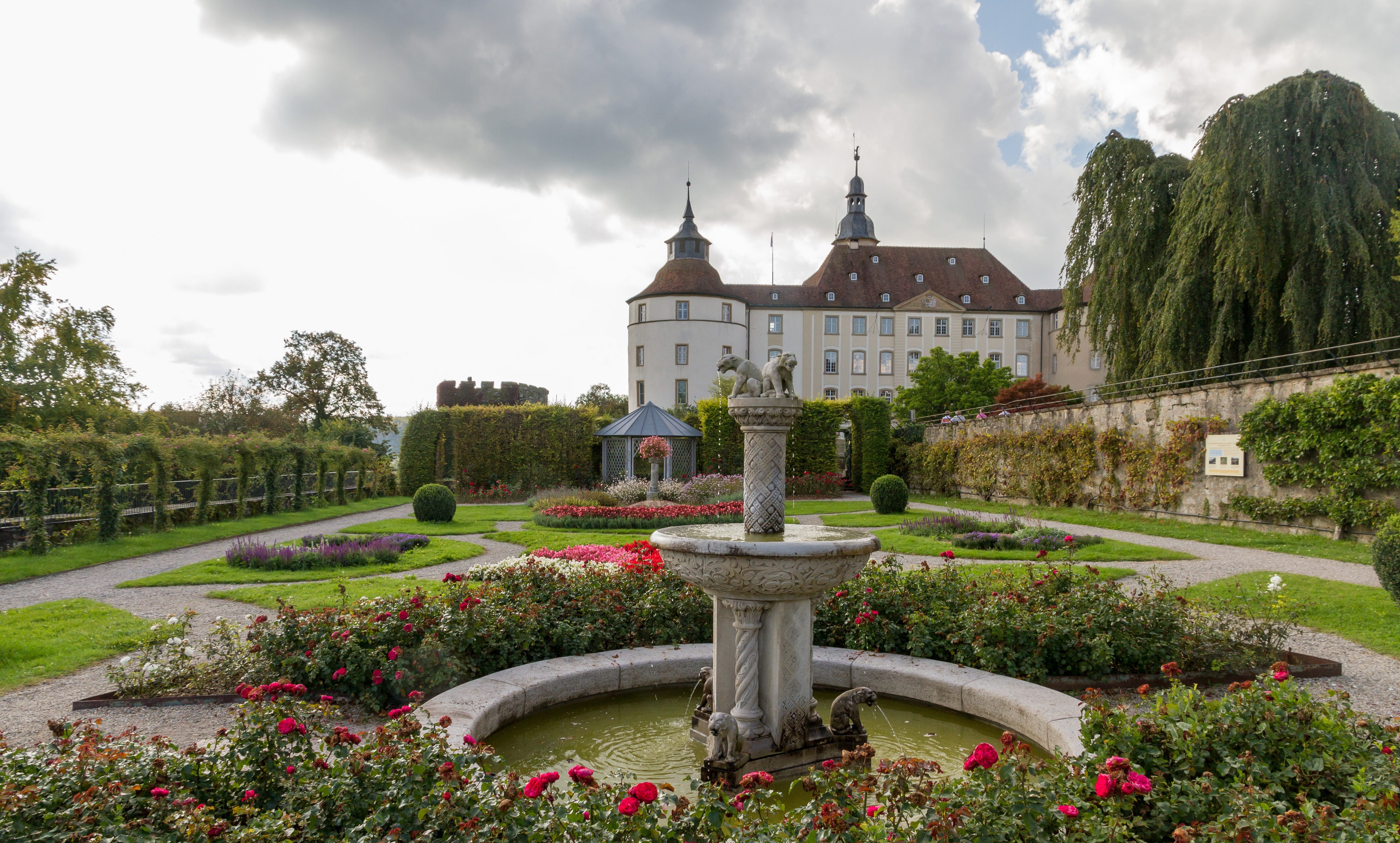
Schloss und -garten
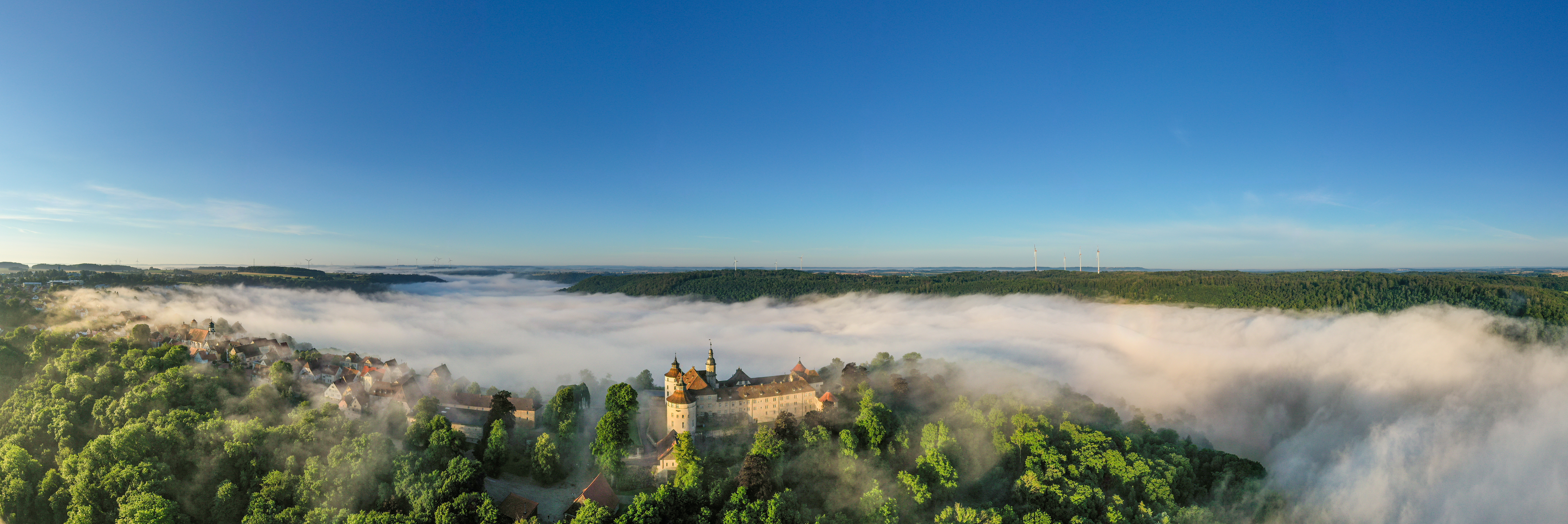
Schloss und Altstadt über dem vernebelten Jagsttal